# 圣阿尔孔德巴尔日
圣阿尔孔德巴尔日（法語：Saint-Arcons-de-Barges，法語發音：[sɛ̃t‿aʁkɔ̃ də baʁʒ]，意为“巴尔日的圣阿尔孔”）是法国上卢瓦尔省的一个市镇，属于勒皮区。

## 地理
圣阿尔孔德巴尔日（44°50'22"N, 3°55'23"E）面积15.38 平方千米，位于法国奥弗涅-罗讷-阿尔卑斯大区上盧瓦爾省，该省份为法国中南部省份，北起多姆山省和卢瓦尔省，西接康塔爾省，南至洛泽尔省，东临阿尔代什省。
与圣阿尔孔德巴尔日接壤的市镇（或旧市镇、城区）包括：库库龙、阿尔朗德、巴尔日、拉法尔、圣保罗德塔尔塔斯、维耶尔普拉。
圣阿尔孔德巴尔日的时区为UTC+01:00、UTC+02:00（夏令时）。

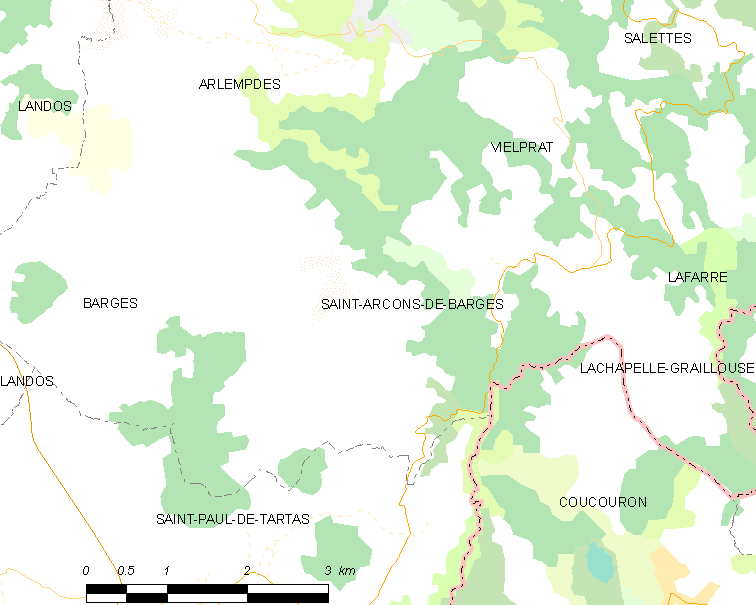
圣阿尔孔德巴尔日的OSM定位图

## 行政
圣阿尔孔德巴尔日的邮政编码为43420，INSEE市镇编码为43168。

## 政治
圣阿尔孔德巴尔日所属的省级选区为火山沃莱县。

## 人口

1962-2008年间圣阿尔孔德巴尔日人口变化图示

圣阿尔孔德巴尔日于2022年1月1日时的人口数量为116人。